# Rhipidomys cariri
Rhipidomys cariri (Ріпідоміс Карірі) — вид гризунів з родини Хом'якові (Cricetidae).

## Етимологія
Cariri це назва адміністративного мікрорайону в межах штату Сеара, північно-східна Бразилія.

## Проживання
Цей вид відомий з двох пунктів в Південному штаті Сеара, на північному сході Бразилії. Цей гризун зустрічається у відкритих полях, серед пальмових дерев та інших дерев. Пов'язаний з сільськогосподарськими землями, ґрунти від піщаних до кам'янистих і чорної землі, недалеко від постійних і переривчастих річок.

## Загрози та охорона
Загрози цьому виду невідомі. Немає заходів щодо збереження.